# Jakov Sirotković
Jakov Sirotković (Rab, 7. studenoga 1922. – Zagreb, 31. listopada 2002.), hrvatski ekonomist i političar.

## Životopis
Jakov Sirotković rodio se na Rabu 1922. godine. Osnovnu školu završio je u Šibeniku, a nakon toga III. mušku realnu gimnaziju u Zagrebu 1941. godine. Od 1941. do 1943. godine studirao je medicinu. Od 1943. do 1945. godine sudionik je u NOB-i (referent saniteta Zagrebačkog odreda, III. brigade 33. divizije i zapovjednik medikosanitetskog bataljona 33. divizije X. korpusa Zagrebačkog).
Od 1945. do 1948. godine studirao je na Ekonomskom fakultetu u Zagrebu gdje je i diplomirao, a doktorat ekonomskih znanosti stekao je na Zagrebačkom sveučilištu 1951. godine. Na istom fakultetu je predavao 1950. – 1991., od 1961. kao redoviti profesor. Specijalističko obrazovanje imao je na [[London School of Economics[Londonskoj školi ekonomije i političkih znanosti]] 1954. do 1955. godine, na sveučilištu u Manchesteru od 1960. do 1961. godine, te na kalifornijskom sveučilištu u Berkeleyu 1965. godine. Član JAZU je od 1975. godine.
Bio je rektor Sveučilišta u Zagrebu (1966. – 1968.), potpredsjednik Saveznoga izvršnog vijeća SFRJ (1970. – 1974.), predsjednik Izvršnog vijeća Sabora Socijalističke Republike Hrvatske (SRH) (1974. – 1978.), predsjednik Hrvatske akademije znanosti i umjetnosti (1978. – 1991.) i glavni urednik Enciklopedije Jugoslavije (1984. – 1991.).

## Važnija djela
- Planiranje proširene reprodukcije u socijalizmu, Školska knjiga, Zagreb, 1951.
- Što treba znati o našoj privredi, Mladost, Zagreb, 1953.
- Novi privredni sistem FNRJ (Osnove, organizacioni oblici i metode upravljanja), Školska knjiga, Zagreb, 1954.
- Bijela knjiga, zajednički rad na privednoj reformi 1965. (suautori R. Lang, D. Gorupić, M. Mesarić, V. Stipetić, I. Perišin, S. Dabčević-Kučar, Dabčević, Gorupić i dr.)
- Ekonomska politika Jugoslavije od 1945. do 1988.: ciljevi i rezultati, JAZU, Radovi Zavoda za ekonomska istraživanja, Svezak 25, Zagreb, 1989.
- Hrvatsko gospodarstvo 1945-1992.: Ekonomski uzroci sloma Jugoslavije i oružane agresije na Hrvatsku, HAZU, Radovi Zavoda za ekonomska istraživanja, Svezak 28, Zagreb 1993.
- Memorandum SANU iz 1995. godine (kritički osvrt na knjigu K. Mihailovića i V. Krestića), predavanja u HAZU, svezak 69, Zagreb 1996.
- Hrvatsko gospodarstvo-privredna kretanja i ekonomska kretanja, HAZU i Golden Marketing, Zagreb, 1996.
- Ekonomska komponenta iluzije centralnosti  Arhivirana inačica izvorne stranice od 6. prosinca 2021. (Wayback Machine), Politička misao 2/1997.
- Makroekonomska struktura hrvatskog gospodarstva: razvojne mogućnosti i ograničenja, 2000.

Ostala djela, na stranicama HAZU.

## Vanjske poveznice
Mrežna mjesta
- Akademik Jakov Sirotković, Leksikon Ekonomskog fakulteta - Zagreb
- Petar Strčić, Pouke Jakova Sirotkovića o gospodarskim uzrocima raspada SFR Jugoslavije i velikosrpske agresije na Hrvatsku, Problemi sjevernog Jadrana 9/2009.

| Prethodnik:               | predsjednik Izvršnog vijeća Sabora SR Hrvatske 1974. – 1978. | Nasljednik:                  |
| Ivo Perišin 1971. – 1974. | predsjednik Izvršnog vijeća Sabora SR Hrvatske 1974. – 1978. | Petar Fleković 1978. – 1980. |